# Рыбинская впадина
Рыбинская впадина, Канско-Рыбинская котловина — структурный элемент плитного комплекса Сибирской платформы, тектоническая впадина на юго-западе Сибирской платформы, к юго-востоку от Красноярска.
Рыбинская впадина относится к наложенным предгорным структурам. Выполнена континентальной красноцветной молласой среднего девона — карбона (конгломераты, песчаники, алевролиты, аргиллиты, прослои мергелей, до 2—3 км), которая трансгрессивно перекрыта угленосными толщами нижней и средней юры. Юрские отложения выполняют участки максимального прогибания фундамента, образуя мульды, наиболее крупные из них — Бородинская и Балайская. Рыбинская впадина имеет сложное строение. В ней наряду с общим центриклинальным погружением к северо-востоку выделяются приподнятые и опущенные блоки, ограниченные разрывными нарушениями северо-западной (Восточносаянской) ориентировки.
Рыбинская впадина является условной границей между Енисейским кряжем и Восточным Саяном.
В пределах Рыбинской впадины выявлены лечебно-питьевые воды с высокой минерализацией.